# Вагнер, Мэри
Мэ́ри Ва́гнер (англ. Mary Wagner, род. 12 февраля 1974, Нанаймо, Канада) — гражданский активист, пролайфер, правозащитник, узник совести. В ходе многолетней деятельности Вагнер отговорила от абортов более ста беременных женщин. За свой мирный протест она в общей сложности провела в заключении около шести лет, по другим данным — четыре с половиной года.

## Биография

### Ранние годы
Мэри родилась в католической семье Фрэнка и Джейн Вагнер, она — третий ребёнок из их двенадцати детей, пятеро из которых — приёмные. Мать страдала от трудных беременностей, но, по словам Мэри, «всегда с радостью проявляла любовь и самопожертвование для каждого ребёнка в утробе».
Мэри Вагнер окончила Университет Виктории, где изучала английскую литературу и французский язык, бакалавр искусств. Несколько месяцев прожила во Франции, трудясь в христианской организации, заботящейся об инвалидах.
Работала в кризисном центре для беременных.

### Деятельность в клиниках
Впервые Мэри Вагнер была арестована полицией в 1999 году в медицинской клинике в Ванкувере, где пыталась отговорить 16-летнюю пациентку от совершения аборта и отказалась покинуть здание по требованию персонала.
По словам Мэри Вагнер, на участие в движении пролайф её вдохновили труды Матери Терезы и Терезы из Лизьё, влияние родителей и дружба с пролайфером Линдой Гиббонс (англ. Linda Gibbons) из Торонто. Важным эпизодом своей биографии Вагнер называет знакомство в 2000 году в Нью-Йорке с американским пролайфером Джоаной Эндрюс Белл (англ. Joan Andrews Bell). Родители Мэри, противники абортов и контрацепции, полностью разделяют убеждения дочери и поддерживают её; Фрэнк Вагнер — участник ежегодного Марша за жизнь (англ. March for Life) в городе Виктория.
Считая, что «каждая человеческая жизнь ценна и начинается она с момента зачатия», Мэри чувствовала в себе «призвание защитить своего ближнего, который находится в опасности». Посещая медицинские клиники, где совершались аборты, Вагнер разговаривала с беременными женщинами в комнате ожидания, расспрашивая их о том, почему они задумали избавится от своего ребёнка, и уговаривая их отказаться от своего решения. Опускаясь на колени перед пациенткой, она вручала ей белую или красную розу со словами: «Это вам. Я здесь, чтобы поддержать вас и вашего ребёнка». Кроме того, Мэри сообщала женщинам об опасности аборта для их здоровья, так как об этом им не говорили медработники. Реакция персонала была враждебной и агрессивной, Вагнер угрожали и использовали физическую силу, чтобы заставить её уйти.
Мэри Вагнер многократно арестовывалась, каждый раз после ареста оказываясь за решёткой на несколько месяцев по обвинениям в хулиганстве и нарушении испытательного срока. Её действия суд расценивал как «вмешательство в частный бизнес». В Торонто, куда Вагнер переехала для поддержки Линды Гиббонс в её общественной работе, она была впервые арестована в марте 2010 года. Самый длительный период тюремного заключения продлился для неё с августа 2012 по июль 2014 года. Условие освобождения под залог, предусматривающее запрет на время испытательного срока приближаться к абортариям на расстояние до 100 метров, она всякий раз отвергала как противоречащее её совести, заявляя, что с её стороны подпись под таким условием означала бы согласие с убийством нерождённых.
Последний раз Мэри Вагнер была арестована в абортарии женской клиники в Торонто 8 декабря 2017 года и следующие три месяца находилась в тюрьме в ожидании рассмотрения дела. 12 июля 2018 года суд Онтарио приговорил Вагнер к 7,5 месяцам заключения.

### Обвинения и защита
Доктор Сайра Маркович, медицинский директор клиники в Торонто, специализирующаяся на производстве абортов на поздних сроках (16-20 недель), обладатель премии Национальной федерации абортов (англ. National Abortion Federation) для «незаметных героев движения прочойс», выступила против Вагнер в суде в 2013 году, утверждая, что её посещения и произносимые вслух молитвы расстраивают пациенток в комнате ожидания и пугают их. «Она навязывала свои убеждения моим пациентам», — сказала Маркович, добавив, что не допустит в своей клинике пропаганды пролайфа.
Правовая защита Мэри Вагнер строилась на статье уголовного кодекса, оправдывающей действия, направленные на спасение человека от смерти. В ноябре 2016 года она привлекла к процессу в качестве экспертов двух профессоров медицины, специалистов по биоэтике, чтобы с научной точки зрения продемонстрировать суду, что всякий человек является таковым с момента зачатия. Но судья отказался выслушать экспертов, сославшись на то, что для канадской судебной практики, признающей человеческую личность с момента рождения, этические и биологические аспекты не имеют значения. Во время одного из судебных слушаний Вагнер отказалась от дачи показаний и провела несколько часов в молчании, опустив голову, в знак солидарности с жертвами аборта, не имеющими права голоса.

### Поддержка в мире
В Канаде аресты Мэри Вагнер игнорируются средствами массовой информации, за исключением Life Site News.
В октябре 2014 года Вагнер впервые посетила Польшу, где провела две недели, встреченная в ходе своего турне по стране примерно миллионом сторонников в 26 городах. Мэри была приглашена во многие школы, университеты и детские сады, говорила с политиками и религиозными деятелями, давала интервью журналистам, выступала на католическом телеканале Trwam, посетила кладбище нерождённых детей в Белостоке, совершила паломничество к Ченстоховской иконе Божией Матери и приняла участие в VI Епархиальном марше за жизнь и семью в Дембице.
Польский режиссёр Гжегож Браун (пол. Grzegorz Braun) снял документальный фильм «Не о Мэри Вагнер» (пол. Nie o Mary Wagner), премьера которого состоялась в октябре 2014 года в Варшаве. Фильм рассматривает проблему абортов с точки зрения культуры, религии и философии и рассказывает о деятельности пролайферов.
В январе 2015 года после очередного суда над Мэри Вагнер у канадских посольств в Варшаве, Берлине и Москве прошли демонстрации в её поддержку. Участники пришли с портретами Мэри и розами — цветами, которые она предлагает в клиниках беременным женщинам. В Польше белая роза стала символом солидарности с Мэри Вагнер.
В январе 2017 года польские сторонники Вагнер призвали единомышленников морально поддержать её в заключении и ко дню рождения Мэри отправить ей в тюрьму города Милтона письма с поздравлениями и словами благодарности. 12 мая в Санкт-Петербурге перед генеральным консульством Великобритании прошёл пикет движения «Воины жизни» в поддержку Вагнер, во время которого сотрудникам консульства была передана петиция на имя королевы Елизаветы II, являющейся также монархом Канады, с просьбой о помиловании Мэри. Вместе с петицией пикетирующие попытались передать в консульство букет из 43 белых роз как напоминание о 43-м дне рождения Вагнер, который она встретила в заключении, но цветы не были приняты сотрудниками «из соображений безопасности». 4 июня в Москве у посольства Канады состоялся одиночный пикет движения «Божья воля»; активистка раздавала проходившим мимо женщинам белые розы, рассказывая о деятельности Мэри Вагнер и её преследовании канадскими властями.
27 сентября 2018 года кандидатура Мэри Вагнер была номинирована на Премию имени Сахарова 42 депутатами различных фракций Европарламента по предложению польского политика Марека Юрека за деятельность в «защиту прав тех, кто не может говорить за себя».